# Megasema cnigrum
Megasema cnigrum är en fjärilsart som beskrevs av Carl von Linné 1758. Megasema cnigrum ingår i släktet Megasema och familjen nattflyn. Inga underarter finns listade i Catalogue of Life.